# Eduard Niczky
Edward Niczky (Kassel, 17 luglio 1850 – Monaco di Baviera, 16 maggio 1919) è stato un pittore tedesco.

## Biografia

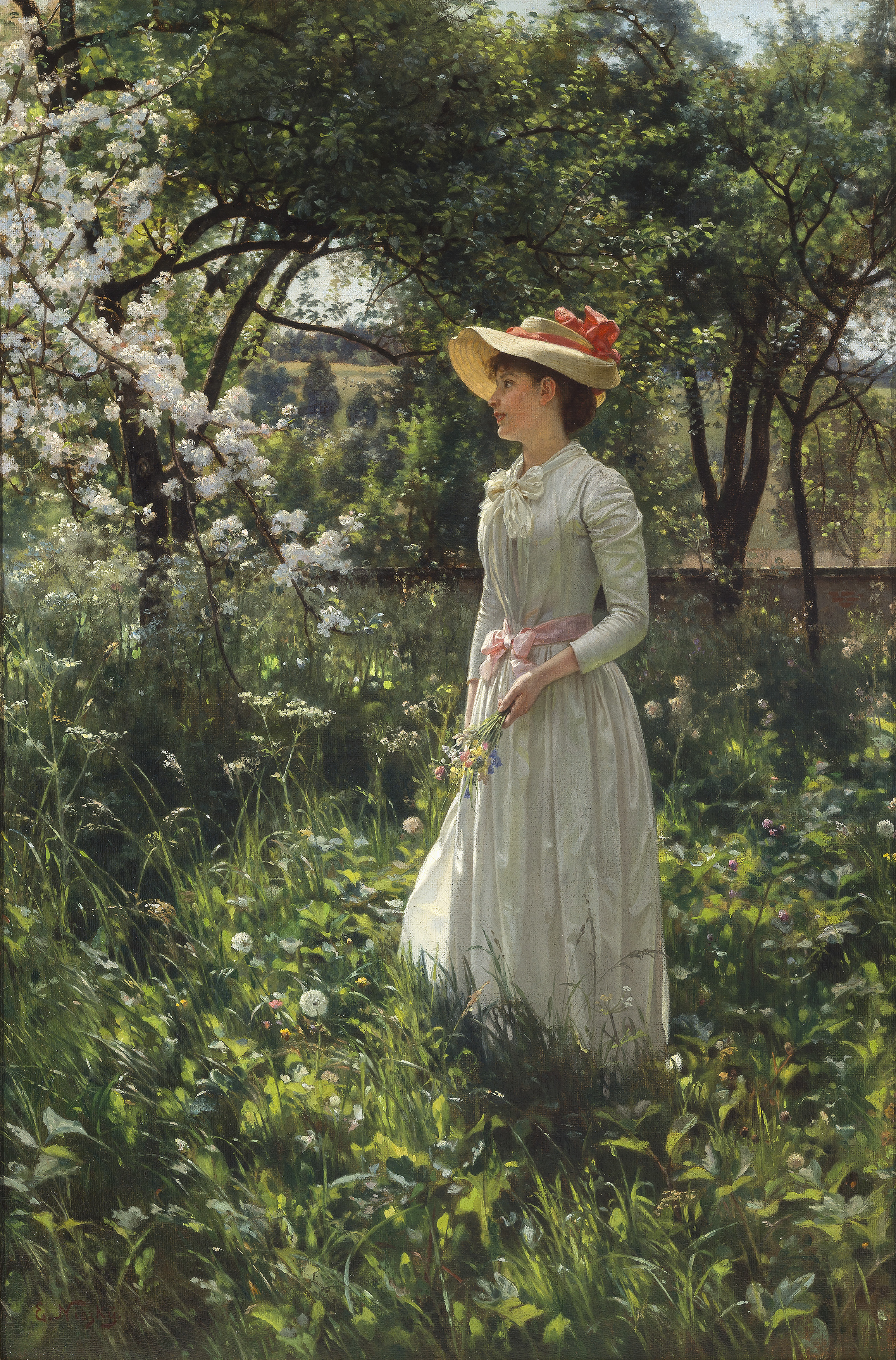
Eduard Niczky: Primavera, intorno al 1893

Eduard Niczky era figlio di un ingegnere di Kassel. Prima ha frequentato l'Accademia d'arte di Kassel. Dal novembre 1871 studiò all'Accademia reale di belle arti di Monaco sotto la guida di Arthur von Ramberg. È noto soprattutto  per i suoi numerosi dipinti e ritratti di genere, che sono ancora oggi in famose collezioni. Niczky era un membro della cooperativa degli artisti di Monaco.